# Spaarpotsteeg

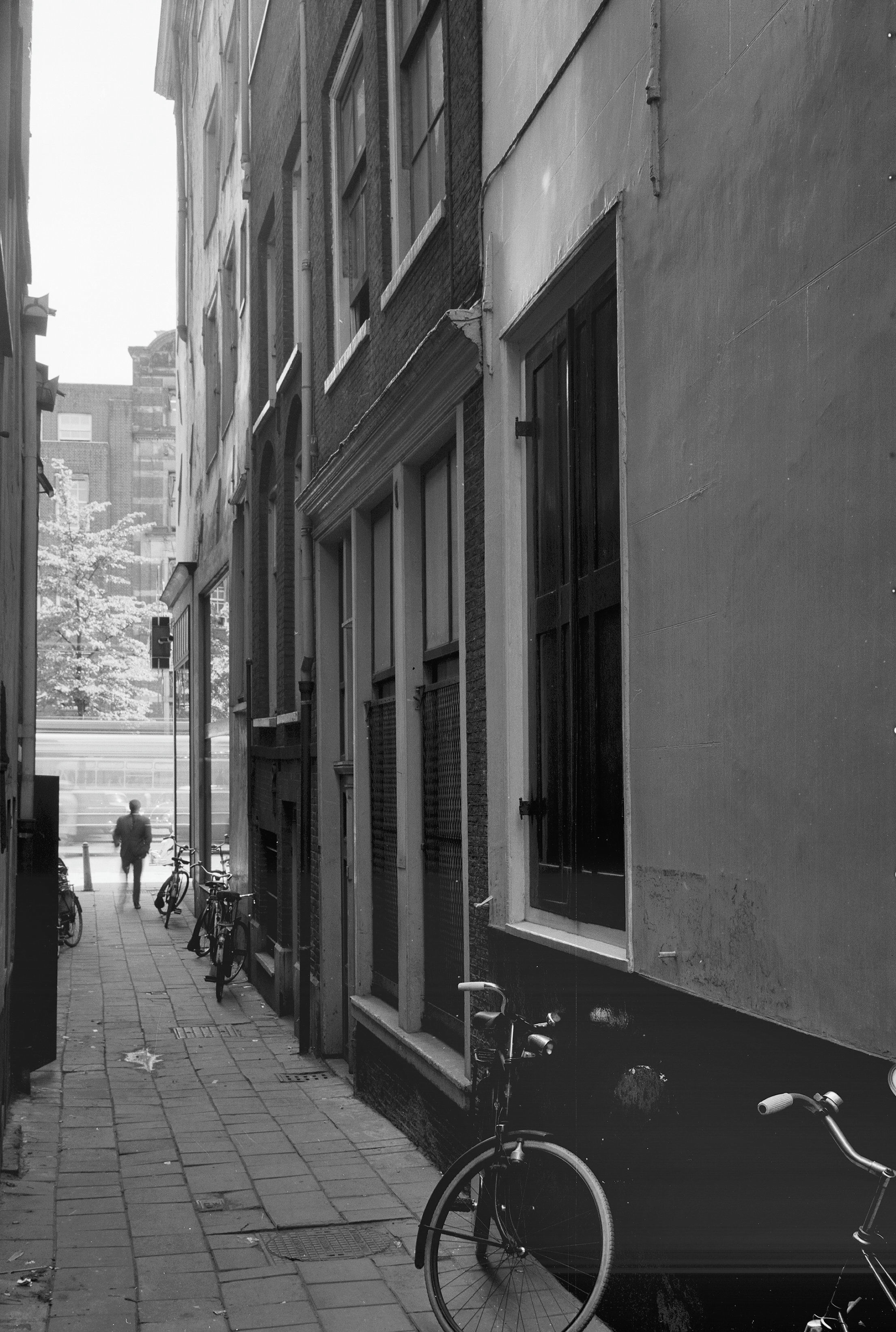
Spaarpotsteeg 2 (1963)

De Spaarpotsteeg is een steeg in het centrum van Amsterdam die van het Rokin naar de Kalverstraat loopt. De steeg is vernoemd naar de gevelsteen "In de Spaerpot" die in het zestiende-eeuwse hoekhuis aan de Rokinzijde was aangebracht. Het pand met klokgevel met houten pui aan de Spaarpotsteeg 2 is een Rijksmonument. De steeg kent vijf huisnummers, 1-4 en 6.

## Nieuwe Spaarpotsteeg

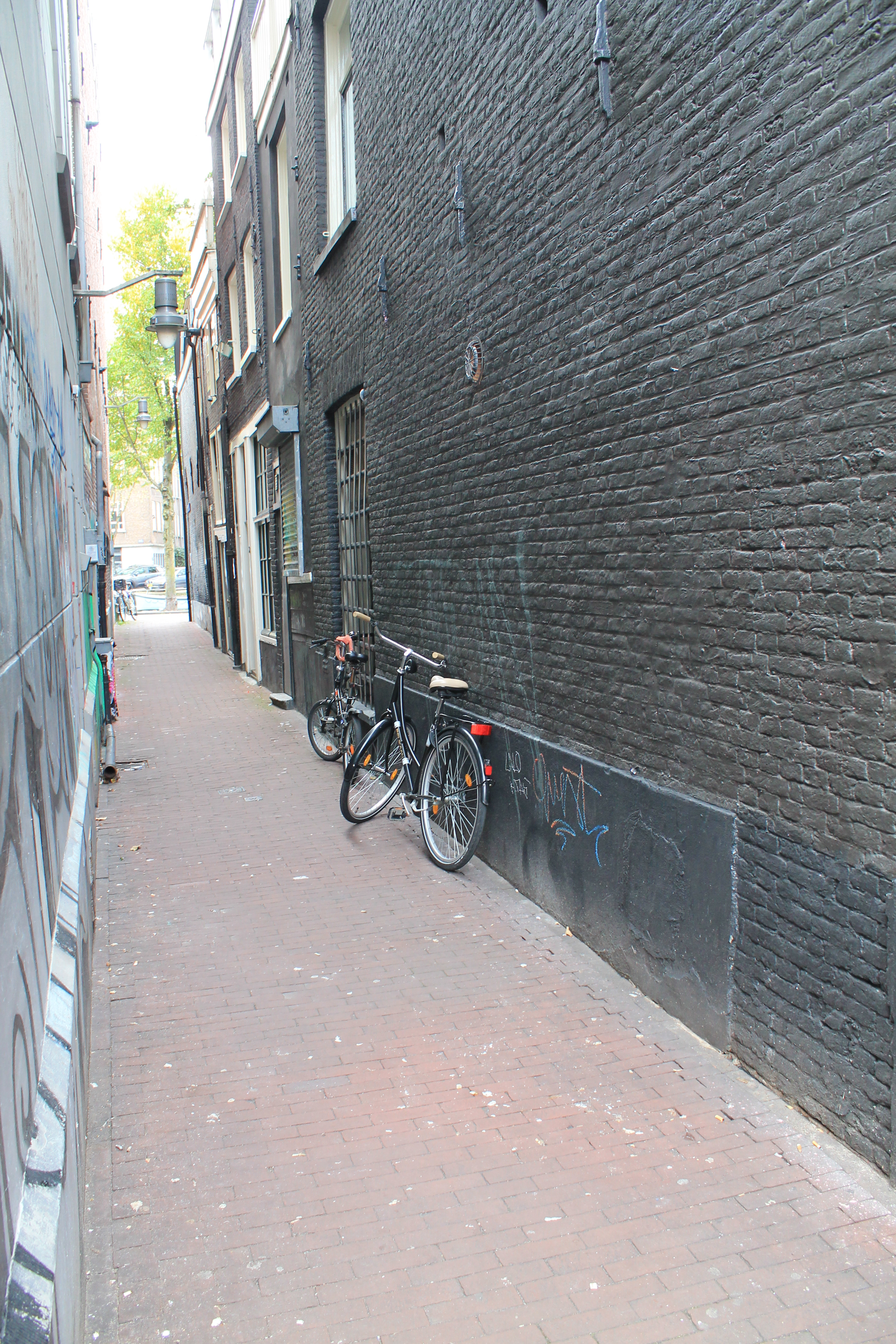
Nieuwe Spaarpotsteeg (2019)

De Nieuwe Spaarpotsteeg is eveneens een steeg. Deze loopt van de Spuistraat in het verlengde van de Mosterdpotsteeg  naar het Singel. De steeg kent twee huisnummers, 2 en 3. Oorspronkelijk heette deze steeg ook Spaarpotsteeg maar om verwarring te voorkomen, beide stegen liggen aan weerszijde van de Dam, kreeg de steeg bij een raadsbesluit van 7 juli 1909 de naam "Nieuwe Spaarpotsteeg".

## Duvelshoek
Er bestond in Amsterdam ook nog een andere Spaarpotsteeg, gelegen in de Duvelshoek met een in- en uitgang aan de Vijzelstraat ter hoogte van de huidige huisnummers 11-15 in de Vijzelstraat. De Duvelshoek moest in 1917 wijken voor Koninklijk Theater Tuschinski.

## Andere plaatsen
Ook in Gorinchem bestaat een Spaarpotsteeg; in Deventer is een Spaarpotstraat.